# ジョホール州
ジョホール州（ジョホールしゅう、ラテン文字: Johor、ジャウィ: جوهر ）は、マレーシアの半島部最南部に位置する州である。

## 概要
州都はジョホール・バルである。州全体の面積は約2万平方キロメートル、人口は約380万人。中国式には「柔佛」と記される。
ジョホール海峡を挟んだ隣国シンガポールとはジョホール・シンガポール・コーズウェイ（Causeway）で結ばれているが、交通渋滞が激しいため、ジョホール・バル郡西部のタンジュン・クパンからもシンガポール西部と結ぶ橋（マレーシア・シンガポール・セカンドリンク）が1998年に完成。
マレーシアの州のなかで唯一、独自の軍隊を持つ。

## 歴史
1528年、ジョホール王国が成立。

## 隣接州
- 南東社会開発協議会
- 北東社会開発協議会
- シンガポール中央社会開発協議会
- 北西社会開発協議会
- 南西社会開発協議会
- ムラカ州
- ヌグリ・スンビラン州
- パハン州

## 州政府の地域行政区分
- ジョホール・バル郡（Daerah Johor Bahru）
- クライジャヤ郡（Daerah Kulai）
- ポンティアン郡（Daerah Pontian）
- コタ・ティンギ郡（Daerah Kota Tinggi）
- クルアン郡（Daerah Kluang）
- スガマッ郡（Daerah Segamat）
- ルダン郡（Daerah Tangkak）
- ムアール郡（Daerah Muar）
- バトゥ・パハッ郡（Daerah Batu Pahat）
- メルシン郡（Daerah Mersing）

## 地方自治体
- 特別市
  - ジョホール・バル特別市（Majlis Bandaraya Johor Bahru）
  - イスカンダル・プテリ特別市（Majlis Bandaraya Iskandar Puteri）
- 市
  - バトゥ・パハッ市（Majlis Perbandaran Batu Pahat）
  - クルアン市（Majlis Perbandaran Kluang）
  - クライ市（Majlis Perbandaran Kulai）
  - ムアール市（Majlis Perbandaran Muar）
  - パシール・グダン市（Majlis Perbandaran Pasir Gudang）
  - スガマッ市（Majlis Perbandaran Segamat）
- 町
  - コタ・ティンギ町（Majlis Daerah Kota Tinggi）
  - ラビス町（Majlis Daerah Labis）
  - メルシン町（Majlis Daerah Mersing）
  - ポンティアン町（Majlis Daerah Pontian）
  - シンパン・ルンガム町（Majlis Daerah Simpang Renggam）
  - タンカッ町（Majlis Daerah Tangkak）
  - ヤン・ペン町（Majlis Daerah Yong Peng）